# Војислав Бубања
Војислав Бубања (6. мај 1944, Бубање код Берана) био је српски књижевник. Бавиo се књижевним и социолошким радом. Писао прозу, поезију, хаику поезију, афоризме и књижевну критику. Био је члан Удружења књижевника Србије. Превођен је на енглески, јапански, румунски, италијански и француски језик. Поезију и прозу објављивао је и под псеудонимом Данко Калуђерски.

## Биографија
Основну школу завршио је у Рујиштама, а осмогодишњу и гимназију у Иванграду (Беране). Завршио је Филозофски факултет у Београду, група - Социологија. Живео је на Новом Београду, а преминуо 2017. године.

## Награде
- Прва награда фестивала хаику у Оџацима (1992) за хаику Међа[1] и (2011)[2]
- Награда Ћамил Сијарић 1997. године за Меру речи
- Прва награда за кратку причу листа „Јединство“ за 1995. годину
- Прва и једина награда за причу листа „Слобода“ из Берана 1. 2. 1998.